# Racopilum niutense
Racopilum niutense là một loài rêu trong họ Racopilaceae. Loài này được H. Akiy. & Zanten mô tả khoa học đầu tiên năm 1999.